# Delaware (Rebsorte)
Delaware ist eine hellrote Rotweinsorte.

## Abstammung, Herkunft
Sie ist eine Kreuzung zwischen der Wildreben Vitis labrusca, Vitis aestivalis und Vitis vinifera im Jahr 1849 von Abraham Thompson.

## Verbreitung
In den Vereinigten Staaten: In New York mit den Herkunftsbezeichnungen Cayuga Lake AVA, Finger Lakes AVA und Seneca Lake AVA, Ohio mit dem Anbaugebiet Lake Erie AVA, Pennsylvania, Minnesota, Missouri und Delaware.
In Österreich ist die Sorte Delaware zugelassener Teil des Uhudler.

## Ampelographische Sortenmerkmale
- Die Triebspitze ist offen. Sie ist wollig behaart, grünlich mit leicht karminrotem Anflug. Die gelbgrünen Jungblätter sind nur leicht behaart und von grünlich-roter Farbe.
- Die großen dunkelgrünen Blätter sind fünflappig und wenig tief gebuchtet. Die Stielbucht ist U-förmig offen. Das Blatt ist spitz gesägt und vergleichsweise breit gesetzt.
- Die walzen- bis konusförmige Traube ist meist geschultert, mittelgroß und recht dichtbeerig. Die rundlichen Beeren sind mittelgroß und von hellroter Farbe.

Reife: Die Rebsorte reift fast zeitgleich mit dem Gutedel und gilt somit als sehr früh reifend. Sie eignet sich für ein kühles Weinbauklima.

## Synonyme
Delavar, Delavar Greip, Delavar Rose, Delavar Rozovii, Delavar Rozovyi, Delavar Serii, Delavar Seryi, Delavara Alba, Delavara Roza, Delavare, Delawar, Delaware Piros, Feher Delaware, French Grape, Gray Delaware, Heath, Heath Grape, Italian Wine Grape, Ladies Choice, Piros Delaware, Powell, Rose Colored Delaware, Ruff, Ruff Heath, Wine Grape.